# Stapelföda

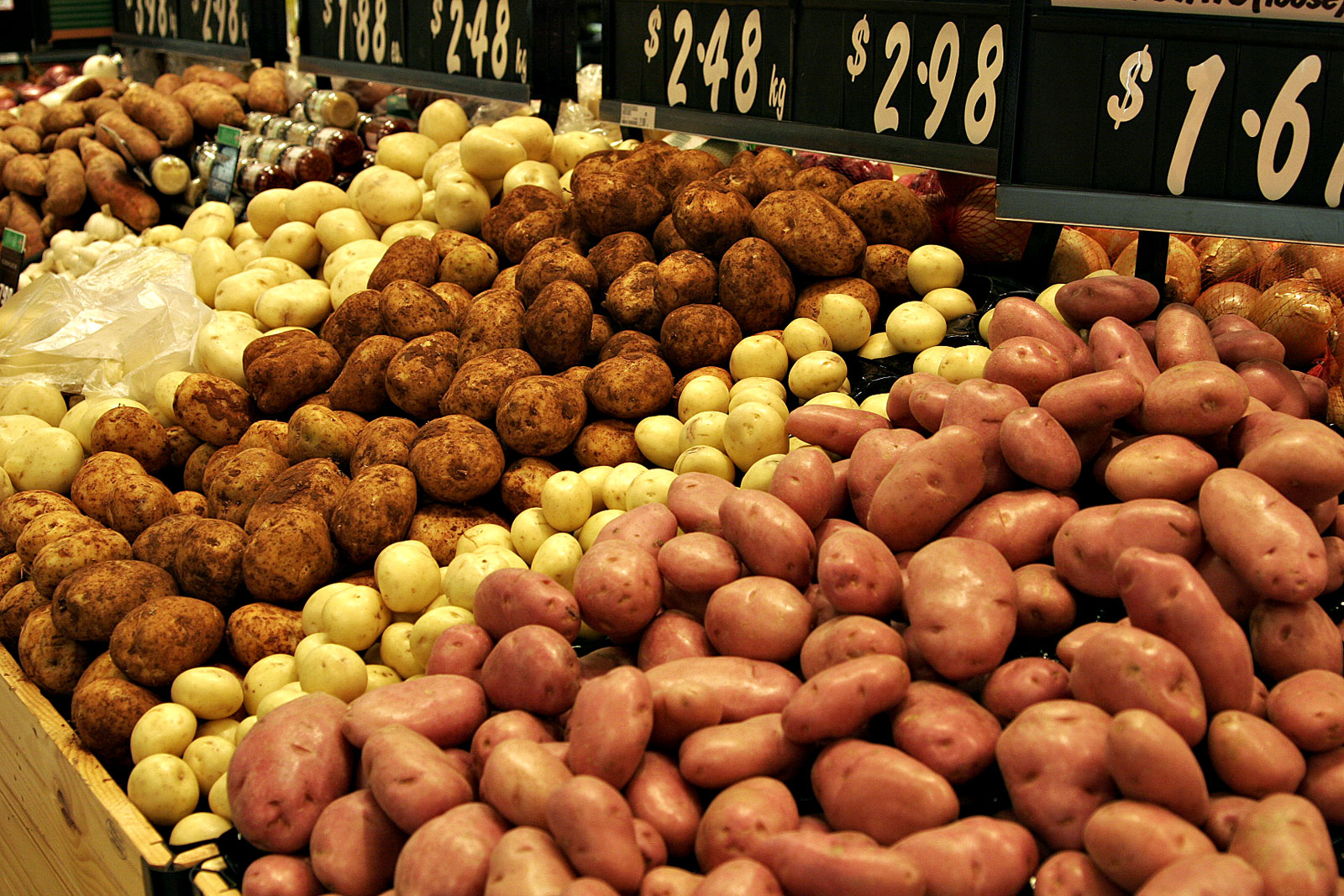
Olika typer av potatis.

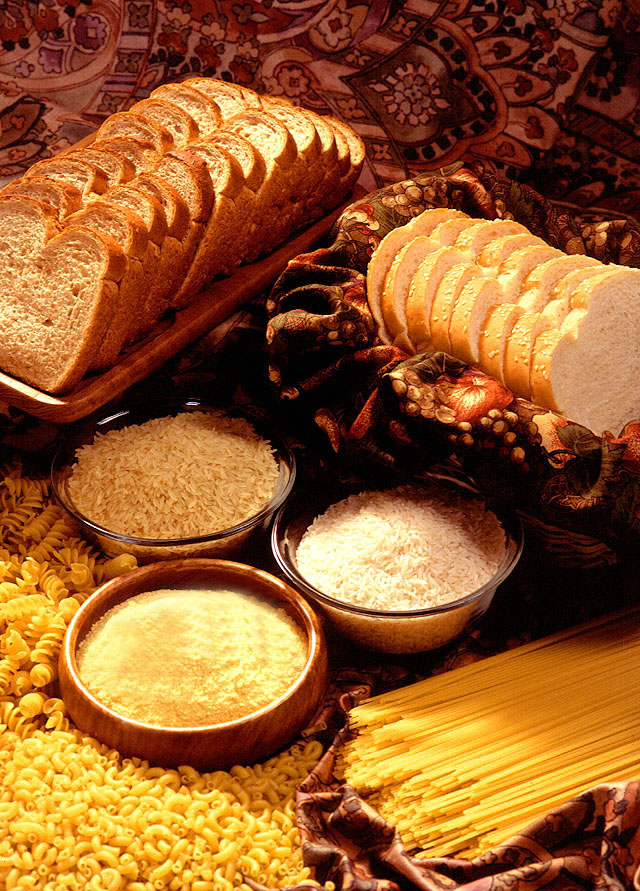
Spannmål och produkter därav.

Stapelföda (även stapelvara) är matvaror som ligger till grund för den dagliga kosten. Vad som räknas in i stapelföda varierar mellan olika delar av världen, men ofta innefattas billiga, stärkelserika, vegetabiliska livsmedel som kan lagras en längre tid. Även om stapelfödan i sig själv är näringsrik, innehåller den inte tillräcklig variation av mikronutrienter eller protein, utan måste kompletteras med andra livsmedel för att undvika undernäring.
Mycket av det som räknas som stapelföda kommer från växtriket, speciellt spannmål som vete, majs eller ris, eller rotfrukter som potatis, kålrot, taro och maniok. Andra exempel på stapelföda är pisang, brödfrukt, linser eller palmmärg.